# قطعنامه ۲۰۱۵ شورای امنیت
قطعنامه  ۲۰۱۵ شورای امنیت سازمان ملل متحد که در تاریخ ۲۴ اکتبر ۲۰۱۱ تصویب شد، سندی بین‌المللی دربارهٔ بررسی وضعیت سومالی است. این قطعنامه طی نشست ۶۶۳۵ام با ۱۵ رای موافق، ۰ مخالف و ۰ ممتنع تصویب شد.